# Мстислав Давидович (новгород-сіверський)
Мстислав Давидович (у хрещенні Федір; нар. 1193) — князь стародубський (не раніше 1212—1245), князь новгород-сіверський (1245 -?), Старший син Давида Ольговича і по матері онук Ігоря Святославича новгород-сіверського.
У Любецькому синодику згаданий без по батькові з князями початку XIV століття, зокрема Олександром Новосильським, убитим в Орді в 1326 році.

## Мстислав сіверський та Мстислав смоленський
Повідомлення Іпатіївського літопису про народження Мстислава-Федора в 1193 році традиційно тлумачиться як народження сина Давида Ростиславича смоленського. Проте, частина істориків ототожнюють цього Мстислава-Федора Давидовича з Мстиславом-Федором новгород-сіверським, згаданим без по батькові в Любецькому синодику серед князів початку XIV століття.

## Можливі дати князювання
Батько Мстислава Давид був, за словами літописця, «посічений» у битві під Вітебськом у 1196 році, після чого в літописах не згадується. Однак Р. Зотов вважав Давида новгород-сіверським князем у періоди київського князювання Всеволода Чермного (1206, 1207, 1210—1212), а потім одразу його синів. Леонід Войтович вважає новгород-сіверськими князями в період 1212/15-1245 років Мстислава Глібовича та Андрія Мстиславича, якого дослідник вважає сином першого. Існує версія про те, що новгород-сіверським князем у період 1212—1223 років був Михайло Всеволодович. З погляду родового старшинства Давидовичі могли б займати другий стіл Чернігово-Сіверщини під час чернігівського князювання Всеволода Ярополковича (1246—1261).

## Сім'я та діти
Також у синодику згадані дружина Мстислава Матрона та Дмитро новгородський із дружиною Марією. Походження Матрони та Марії невідоме. Дмитра інколи вважають сином Мстислава, але він був найімовірніше сином Святослава Давидовича.